# Geronay Whitebooi
Geronay Michaela Whitebooi, född 2 januari 1996, är en sydafrikansk judoutövare.
Whitebooi tävlade för Sydafrika vid olympiska sommarspelen 2020 i Tokyo. Hon blev utslagen i den första omgången i extra lättvikt mot Paula Pareto.